# 富山県道127号経田停車場線
富山県道127号経田停車場線（とやまけんどう127ごう きょうでんていしゃじょうせん）とは、富山県魚津市を通る一般県道（富山県道）である。区間が経田駅から富山県道2号魚津生地入善線の交点までで、富山県の県道の中でもかなり区間距離が短い道路の一つでもある。また、歩道や中央線、信号機などはすべての区間で設置されていない。
1988年時点では富山県道126号福平経田線の旧道区間（持光寺 - 経田中町間、魚津市立経田小学校前を通過）も同路線に指定されていた。

## 通過する自治体
- 富山県
  - 魚津市

## 接続する道路
- 富山県道2号魚津生地入善線

## 沿線
- 富山地方鉄道・経田駅